# Il contrario di me
Il contrario di me è il ventisettesimo album in studio del cantautore italiano Lucio Dalla, pubblicato il 29 giugno 2007.

## Descrizione
L'album rappresenta un caso raro all'interno del panorama discografico per quanto riguarda le modalità di immissione sul mercato; infatti, oltre alla consueta uscita nei negozi di dischi, è uscito contemporaneamente (e non in un momento successivo come accade di solito) in edicola allegato al quotidiano la Repubblica.

## Tracce
1. Due dita sotto il cielo – 4:02
2. Liam – 4:26
3. Malinconia d'ottobre – 4:39
4. Risposte non ce n'è – 4:31
5. Rimini – 3:45
6. Spengo il telefono... E ti cancello – 4:10
7. La mela – 4:27
8. Lunedì – 3:53
9. I.N.R.I. – 4:22
10. Come il vento – 4:25
11. atiV – 4:27

Il brano atiV, con il gioco della parola scritta al contrario serve a richiamare la vecchia Vita, cantata con Gianni Morandi.

## Formazione
- Lucio Dalla – voce, clarinetto e tastiera
- Fabio Coppini – pianoforte e tastiera
- Bruno Mariani – chitarra acustica ed elettrica, cori
- Roberto Costa – basso e cori
- Bruno Farinelli – batteria
- Marco Formentini – chitarra acustica
- Mauro Malavasi – tromba
- Piero Odorici – sassofono tenore
- Iskra Menarini, Beppe D'Onghia, Marco Alemanno – cori